# Phyllurus kabikabi
Espèce
Phyllurus kabikabi est une espèce de gecko de la famille des Carphodactylidae.

## Répartition
Cette espèce est endémique du Queensland en Australie. 

## Étymologie
Le nom spécifique de cette espèce, kabikabi, vient de Kabi Kabi qui lui-même vient de Kav'ai ou Kab'ai, terme qui désigne une espèce d'abeille dans la langue des habitants traditionnels de la forêt Oakview, où se rencontre ce gecko.

## Publication originale
- Couper, Hamley & Hoskin 2008 : A new species of Phyllurus (Lacertilia: Gekkonidae) from the Kilkivan district of south-eastern Queensland. Memoirs of the Queensland Museum, vol. 52, n. 2, p. 139-147 (texte intégral).